# Жаб'ячий Потік
Жаб'ячий Потік, Жабин Потік — річка в Україні, в Чортківському районі Тернопільської області, права притока Нічлавки (басейн Дністра).

## Опис
Довжина річки приблизно 7 км. Висота витоку над рівнем моря — 328 м, висота гирла — 284 м, падіння річки — 44 м, похил річки — 6,29 м/км.

## Розташування
Бере початок на південно-західній стороні від села Ємелівки. Тече переважно на південний схід і на південній околиці села Теклівки впадає у річку Нічлавку, праву притоку Нічлави.